# Heilig-Kreuz-Kirche (Weißwasser)

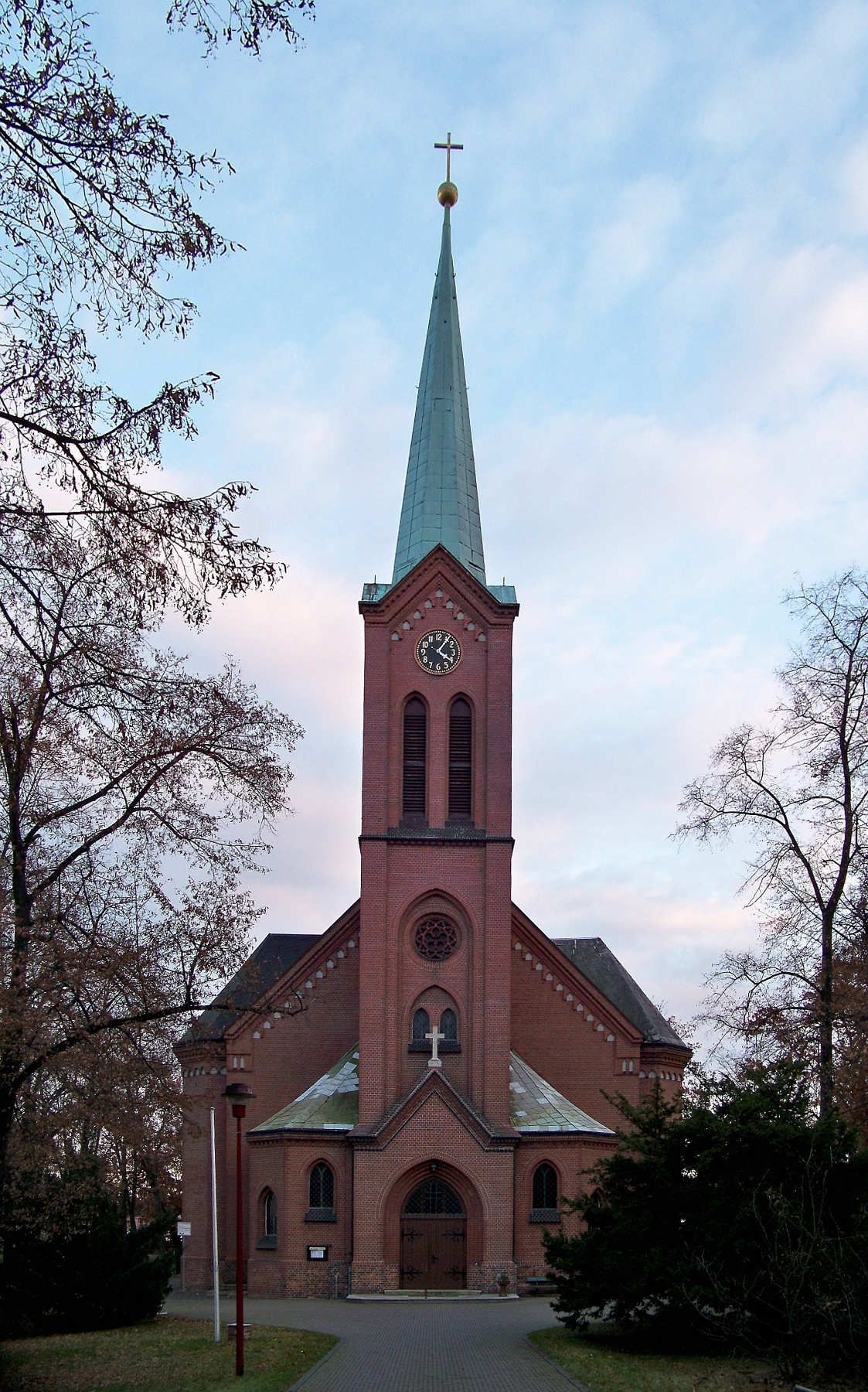
Heilig-Kreuz-Kirche in Weißwasser (2009)

Die Heilig-Kreuz-Kirche ist eine römisch-katholische Pfarrkirche im Dekanat Görlitz-Wittichenau des Bistums Görlitz. Sie befindet sich in der Stadt Weißwasser/Oberlausitz im Landkreis Görlitz im Osten von Sachsen. Das Kirchengebäude steht als Bauwerk von orts- und baugeschichtlicher Bedeutung unter Denkmalschutz.

## Geschichte und Architektur
Mit dem Bau der Heilig-Kreuz-Kirche in Weißwasser wurde im Jahr 1901 auf Initiative des Pfarrers der katholischen Gemeinde St. Maria Himmelfahrt aus Muskau begonnen, da die Stadt Weißwasser aufgrund des industriellen Wandels und der örtlichen Glasindustrie einen hohen Zuzug an katholischen Arbeitern aus Oberschlesien zu verzeichnen hatte. Am 18. Oktober 1902 wurde die Kirche geweiht. Weißwasser wurde zunächst zu einer Pfarrkuratie erhoben und ist seit 1913 eine eigenständige Pfarrei. 2010 wurde die Pfarrei St. Maria Himmelfahrt Bad Muskau aufgelöst, seitdem ist die Heilig-Kreuz-Kirche Weißwasser die Mutterkirche der Bad Muskauer Gemeinde.
Das Kirchengebäude ist eine Saalkirche und ein Backsteinbau im neugotischen Stil. Es hat eine polygonale Apsis und einen schmalen Westturm. Dort befindet sich ein breites spitzbogiges Eingangsportal, im zweiten Geschoss liegt ein Rosettenfenster in einer spitzbogigen Blende. Am Glockengeschoss hat der Turm große Schallöffnungen, abgeschlossen wird der Turm durch Spitzgiebel an allen Seiten und einen verkupferten Spitzhelm mit Turmkugel und Kreuz. An den Seiten des Kirchenschiffs liegen polygonale Anbauten an den Ecken, die Achsen sind mit Strebepfeilern besetzt. Die ursprüngliche Orgel wurde 1902 von Schlag & Söhne gebaut. Hinter dem historischen Orgelprospekt verbirgt sich eine elektronische Orgel. Die heutige Orgel wurde 2023 installiert.